# Жорж Антоні
Жорж Антоні ( — ) — бельгійський академічний веслувальник.
Бронзовий призер Олімпійських Ігор 1928 року в складі розпашної двійки зі стерновим.